# Asa N.º 62 da RAAF
A Asa N.º 62 foi uma formação militar de construção de aeródromos da Real Força Aérea Australiana (RAAF) durante a Segunda Guerra Mundial. Estaasa desempenhou um importante papel no apoio prestado às Forças Aéreas do Exército dos Estados Unidos e à Real Força Aérea Australiana, providenciando aeródromos a partir dos quais as forças aéreas podiam operar na Guerra do Pacífico. Foi estabelecida em Janeiro de 1943 e dissolvida em Novembro de 1945.